# Amphiprion fuscocaudatus
Amphiprion fuscocaudatus là một loài cá hề thuộc chi Amphiprion trong họ Cá thia. Loài này được mô tả lần đầu tiên vào năm 1972.

## Từ nguyên
Từ định danh được ghép bởi hai tính từ trong tiếng Latinh: fuscus ("sẫm tối") và caudatus ("thuộc phần đuôi"), hàm ý đề cập đến vùng màu sẫm ở đuôi của loài cá này.

## Phạm vi phân bố và môi trường sống
A. fuscocaudatus là một loài đặc hữu của Seychelles. A. fuscocaudatus sinh sống gần các rạn san hô ngoài khơi và trong đầm phá ở độ sâu khoảng 5–30 m.
Những loài hải quỳ mà A. fuscocaudatus sống cộng sinh là Stichodactyla mertensii, Entacmaea quadricolor, Heteractis aurora và Stichodactyla haddoni.

## Mô tả
A. fuscocaudatus có chiều dài cơ thể tối đa được ghi nhận là 14 cm. Thân của A. fuscocaudatus có màu nâu sẫm, gần như là đen, trừ vùng mõm, ngực và bụng có màu vàng da cam, bao gồm cả vây hậu môn và vây bụng. Vây lưng và vây đuôi màu sẫm nâu; đuôi có các vệt trắng.
A. fuscocaudatus có kiểu màu khá tương đồng với loài Amphiprion chrysogaster, nhưng vây đuôi của A. fuscocaudatus có màu nâu/đen hoàn toàn với viền trắng ở rìa.
Số gai ở vây lưng: 11; Số tia vây ở vây lưng: 15–16; Số gai ở vây hậu môn: 2; Số tia vây ở vây hậu môn: 14.

## Sinh thái học
Cũng như những loài cá hề khác, A. fuscocaudatus là một loài lưỡng tính tiền nam (cá cái trưởng thành đều phải trải qua giai đoạn là cá đực) nên cá đực có kích thước nhỏ hơn cá cái. Một con cá cái sẽ sống thành nhóm cùng với một con đực lớn (đảm nhận chức năng sinh sản) và nhiều con non nhỏ hơn. Trứng được cá đực lớn bảo vệ và chăm sóc đến khi chúng nở.
Thức ăn của chúng là động vật phù du và tảo.

## Thương mại
A. fuscocaudatus được đánh bắt bởi những người thu mua cá cảnh.